# Вакх (Мікеланджело)
«Вакх» (італ. Bacco; також — «П'яний Вакх») — мармурова скульптура, що зображає бога вина Вакха; створений італійським скульптором і художником Мікеланджело Буонарроті у 1497 році на замовлення кардинала Рафаеля Ріаріо.
Вільям Воллес назвав статую «першим шедевром» Мікеланджело.

## Історія створення
Замовлення на цю статую Мікеланджело отримав 4 липня 1496 року, бо кардинал хотів розширити свою колекцію античних скульптур. Однак, відомо, що Ріаріо відмовився від завершеного твору, і скульптуру придбав банкір Якопо Ґаллі, сади якого були розташовані поблизу Палаццо Канчеллерія. Кондіві помилково заперечував факт замовлення кардиналом статуї, але у 1981 році це було підтверджено дослідниками.
У 1572 році статую придбали Медичі і перевезли до Флоренції.
Зараз статуя перебуває у музеї Барджелло у Флоренції.

## Опис

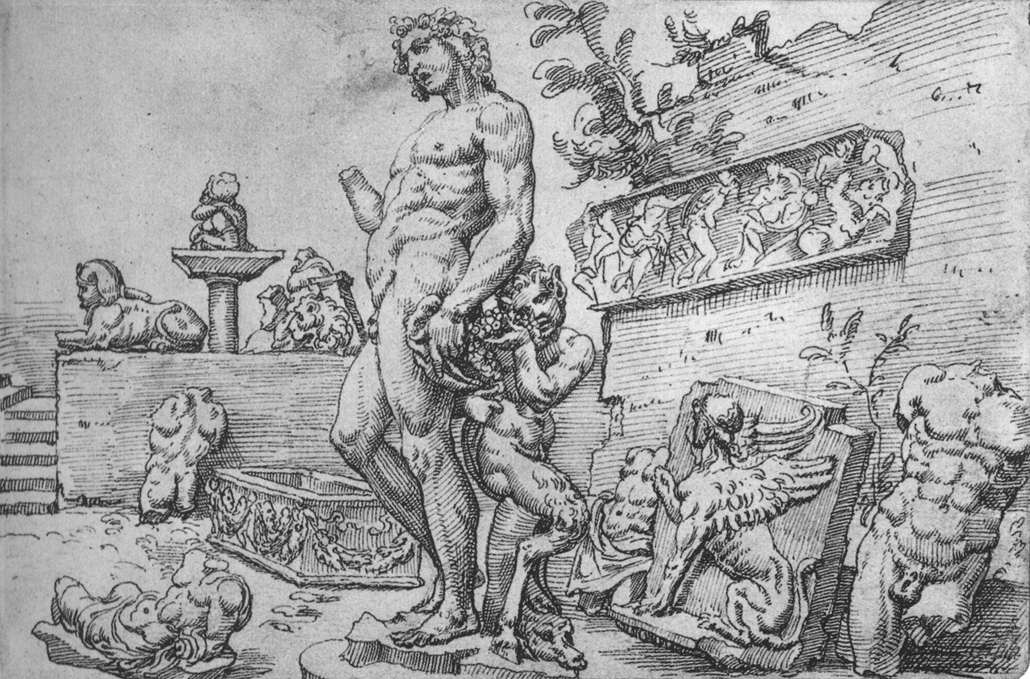
Мартен ван Хемскерк. «Сади дому Ґаллі»
(бл. 1532-1535)

Ця двометрова скульптурна група призначена для кругового огляду. Мікеланджело зобразив п'яного бога вина, якого супроводжує сатир. Здається, що Вакх готовий упасти вперед; він заточується, але зберігає рівновагу, відхиляючись назад. Погляд бога звернений на чашу з вином, і він видається аж надто закоханим у свій власний дар людству. М'язи його спини виглядають напруженими, але розслаблені м'язи живота та стегон демонструють фізичну, а отже, й духовну слабкість. Мікеланджело домігся враження нестійкості без композиційної неврівноваженості, яка могла б порушити естетичний ефект.
На малюнку нідерландського художника Мартена ван Хемскерка (зробленому бл. 1532-1535) у статуї уже бракує руки із кубком та пеніса. Лише рука була відновлена на початку 1550-их.
У біографічному романі К. Шульца «Камінь і біль» ця скульптура називається «душею вина»:
|  | (...) Захмелілий бог голий і всміхається веселощам, вітає, розуміє, мирить, утішає й заспокоює, з душею вина на губах, з душею вина, розлитою по всьому його гладенькому, м'яко вигнутому тілі |

На думку Віктора Лазарєва, «Вакх» — «найменш самостійна із робіт Мікеланджело», оскільки легко читається вплив античної пластики.

## Для подальшого читання
- Edgar Wind. Pagan Mysteries in the Renaissance. London, 1958, p. 147 —157 (ch. 12: A Bacchic Mystery by Michelangelo)